# Емчегирова, Пелагея Ивановна
Пелаге́я Ива́новна Емчеги́рова (15 марта 1907, село Новониколаевка ныне Ростовской области — 1992, Элиста) — первая калмыцкая художница, мастер по вышиванию. Являлась членом Союза художников РСФСР.

## Биография
Пелагея родилась 15 марта 1907 года в селе Новониколаевка ныне Ростовской области.
В 1935 году окончила Астраханский художественно-педагогический техникум. Работала преподавателем рисования и черчения в городе Элиста, сочетая работу педагога с творчеством.
Когда началась война и калмыков сослали в Сибирь, Пелагея устроилась работать учителем черчения и рисования. Однако вскоре она была уволена как спецпереселенка, не имеющая права работать по диплому. И на жизнь ей пришлось зарабатывать в артели по пошиву одежды. В 1956 году, после возвращения калмыков из ссылки, Пелагея восстанавливала национальные традиции — участвовала и организовывала самодеятельность, вышивала калмыцкую национальную одежду. Это была ручная, редкая работа — вышивка золотой нитью. Кроме этого, Пелагея не оставляла своё любимое занятие — рисунок и живопись.
Она была участницей республиканских, российских и всесоюзных художественных выставок. Её калмыцкий костюм, золотое шитье и живописный портрет «Мать-героиня» хранятся в Государственном Владимиро-Суздальском историко-архитектурном и художественном музее-заповеднике г. Суздаль. Другие работы можно увидеть в Национальном музее им. Пальмова в г. Элиста, Республика Калмыкия и музеях Москвы.

П. И. Емчегирова упоминается в Большой советской энциклопедии, справочнике «Выставки советского изобразительного искусства», вышедшем в издательстве Советский художник в 1967 году, в издании «Живопись автономных республик РСФСР: 1917—1977», выпущенном издательством Искусство в 1978 году, в «Российской музейной энциклопедии», изданной в 2005 году. Исследуя творчество П. И. Емчегировой, первой художницы-калмычки, доктор искусствоведения С. Г. Батырева отмечает: 
Её творчество 1930-1950-х гг. мало изучено и представляет особый интерес в силу уникальности произведений.